# Aeroportul Sachs Harbour (David Nasogaluak Jr. Saaryuaq)
Aeroportul Sachs Harbour (David Nasogaluak Jr. Saaryuaq) (IATA: YSY, ICAO: CYSY) este un aeroport din Sachs Harbour⁠(d), Teritoriile de Nord-Vest, Canada ce deservește zona Sachs Harbour⁠(d). A fost numit după zona deservită.
Situat la o altitudine de 86 m, aeroportul dispune de o singură pistă.